# 寒泉冽井
寒泉冽井，俗称黄柏井，是位于中国福建省宁德市柘荣县黄柏乡上黄柏村中心的一个北宋时期开凿的水井，2007年7月入选第七批柘荣县文物保护单位。
寒泉冽井是当地通自来水之前唯一的饮用水源，相传始建于北宋治平元年（1064年），井口为三合土砌造，呈圆形，口径0.7米，深1.7米，井坪围以12块半梯形石板。古代有文人游历至此，为此井作诗。目前该井整体保存完好。